# Gain décibel
Pour les articles homonymes, voir GDB.
Cet article court présente un sujet plus développé dans : Gain (électronique) et Décibel.
Gain décibel (GdB) est un terme utilisé en électronique pour désigner la capacité d'un filtre (actif ou passif) à retransmettre un signal d'entrée en fonction de la fréquence/fréquence réduite (ou de la pulsation/pulsation réduite).
Ceci est très important pour tracer les diagrammes de Bode, qui permettent d'étudier le comportement des filtres pour savoir, par exemple, si ceux-ci laissent passer ou non certaines plages de fréquence, s'il y a ou non amplification du signal.
Pour déterminer le gain décibel, on calcule la fonction de transfert complexe {\displaystyle {\underline {H}}={\frac {\underline {u_{s}}}{\underline {u_{e}}}}}, où {\displaystyle {\underline {u_{e}}}} (resp. {\displaystyle {\underline {u_{s}}}}) est la tension complexe d'entrée (resp. sortie). On prend ensuite le module pour obtenir le gain {\displaystyle G=|{\underline {H}}|} et enfin on a {\displaystyle G_{\mathrm {dB} }=20\log(G)\ \mathrm {dB} }.

## Référence
- Cet article est partiellement ou en totalité issu de l'article intitulé « GDB » (voir la liste des auteurs).